# Michał Weinzieher
Michał Weinzieher (ur. 1 czerwca 1903 w Będzinie, zm. w kwietniu 1944 w Krakowie) – prawnik i krytyk sztuki pochodzenia żydowskiego. Mąż poetki Zuzanny Ginczanki.

## Życiorys
Syn Salomona Weinziehera (1869–1943), lekarza, posła na Sejm RP I i II kadencji, i Anny z Federów. Jego młodszy brat, lekarz Jan Jakub Weinzieher (ur. 1908), zginął w Katyniu. Ukończył gimnazjum w Będzinie. Zgłosił się ochotniczo do wojska podczas wojny polsko-bolszewickiej. Studia prawnicze ukończył na Wydziale Prawa Uniwersytetu Warszawskiego. Studiował filozofię i nauki polityczne w Paryżu. Pisał artykuły o sztuce do „Naszego Przeglądu”. Tworzył też opracowania prawnicze, m.in. o poglądach Leona Petrażyckiego. Pisał także książki o podróżach po krajach Europy. Był wiceprezesem Żydowskiego Towarzystwa Krzewienia Sztuk Pięknych. Był też działaczem Żydowskiego Towarzystwa Krajoznawczego.
Po wybuchu II wojny światowej znalazł się we Lwowie, gdzie został kustoszem tamtejszego Muzeum Historycznego. Na początku 1940 poślubił poetkę Zuzannę Ginczankę. Po wkroczeniu do Lwowa wojsk niemieckich przeniósł się do Krakowa, gdzie ukrywał się pod przybranym nazwiskiem „Michał Danilewicz”.
Na początku roku 1944 został aresztowany przez Gestapo i zginął w nieznanych okolicznościach.

## Dzieła
- „Eugeniusz Zak: wspomnienie pośmiertne” (1926)
- „Uroda Miss Judei” (Nasz Przegląd, 31 marca 1929)
- „Fermenty literackie” (Europa, 1930)
- Symche Trachter, Paris (1930)
- Wystawa prac Zygmunta Menkesa: styczeń 1931 (1931)
- Idee prawno-państwowe Leona Petrażyckiego (1931)
- Refleksje nad ideami prawno-handlowemi Leona Petrażyckiego (1932)
- „O racjonalną politykę muzealną” (Wiadomości Literackie, 6 stycznia 1935)